# Václav Kalina
Václav Kalina (15 luglio 1979) è un calciatore ceco, centrocampista del Bohemians 1905.

## Palmarès

### Club

#### Competizioni nazionali
- Fotbalová národní liga: 1

Kladno: 2005-2006
- Coppa della Repubblica Ceca: 1

Mlada Boleslav: 2010-2011